# شوگرسینک
شوگر سینک (انگلیسی:SugarSync) یک سرویس ابری است که امکان همگام‌سازی فعال فایل‌ها را بین کامپیوترها و دستگاه‌های دیگر برای پشتیبان‌گیری، دسترسی، همگام‌سازی و اشتراک‌گذاری از سیستم‌عامل‌های مختلف مانند دستگاه‌های اندروید، iOS، مک او اس ایکس و ویندوز فراهم می‌کند. برای لینوکس، تنها از طریق یک افزونه غیر رسمی جداگانه در دسترس است.

## بررسی کلی
برنامه SugarSync با نظارت مداوم بر تغییرات فایل‌ها (اضافه‌، حذف‌، ویرایش‌) همگام‌سازی خود را به‌طور خودکار تازه‌سازی می‌کند و این تغییرات را با سرورهای SugarSync همگام می‌کند. سپس هر دستگاه مرتبط با دیگری نیز با سرورهای SugarSync همگام می‌شود. فایل‌های حذف‌شده در یک پوشه به نام "Deleted Files" (فایل های حذف شده) بایگانی می‌شوند. در صورتی که پوشه همگام‌سازی محلی در دستگاهی ذخیره شده باشد که بعداً در دسترس نباشد (مانند خرابی هارد دیسک ثانویه و غیره)، برنامه SugarSync این رویداد را به‌گونه‌ای تفسیر می‌کند که انگار کاربر عمداً کل پوشه همگام‌سازی را حذف کرده است و این منجر به حذف همه فایل‌ها از حساب ذخیره‌سازی کاربر می‌شود. به‌دلیل این محدودیت، بهتر است پوشه همگام‌سازی محلی فقط روی دیسک بوت ذخیره شود. فایل‌های حذف‌شده توسط کاربر در واقع تا زمانی که کاربر به‌صورت دستی این کار را انجام ندهد از سرورهای SugarSync حذف نمی‌شوند؛ با این حال، بازیابی یک ساختار پوشه تودرتو بزرگ ممکن است دشوار باشد.
در ابتدا با ارائه یک طرح رایگان 5 گیگابایتی و چندین طرح پولی، شرکت در 8 فوریه 2014 به یک مدل فقط پولی منتقل شد. تحت مدل جدید، شرکت قیمت‌گذاری تبلیغاتی موقت ارائه داد و مشترکین را تشویق کرد تا از تمدید خودکار اشتراک استفاده کنند. با این حال، تمدید خودکار با نرخ غیرتبلیغاتی انجام می‌شود و هیچ بازپرداختی از طریق مدل جدید مجاز نیست. علاوه بر این، اگر حساب به دلیل انقضای کارت اعتباری یا تغییر در شرایط پرداخت نتواند تمدید خودکار شود، حساب به‌طور خودکار لغو می‌شود و داده‌ها همزمان با لغو حساب از سرورهای شرکت حذف می‌شوند. اگر هشدارهای ایمیلی دریافت نشوند، SugarSync کل حساب ذخیره‌سازی ابری شرکت را حذف خواهد کرد. علاوه بر این، برای کاربر عادی، هیچ یادآوری تمدیدی ارسال نمی‌شود و پس از تمدید حساب، هیچ بازپرداختی ارائه نمی‌شود.

## تاریخچه ی شرکت
SugarSync از شرکتی به نام Sharpcast به وجود آمد که در سال 2004 توسط گیبو توماس (مدیرعامل) و بن استرانگ (مدیر فنی) تأسیس شد. در سال 2006، Sharpcast ابزار Sharpcast Photos را معرفی کرد، که ابزاری برای همگام‌سازی تصاویر بین دستگاه‌های مختلف از جمله کامپیوترها و تلفن‌های همراه بود. هر دو بنیان‌گذار در نوامبر 2008 شرکت را ترک کردند. در دسامبر 2008، لورا یسیز به عنوان مدیرعامل منصوب شد. یسیز و تیمش تمرکز شرکت را تغییر دادند و در سال 2009 نام آن را به SugarSync, Inc. تغییر دادند. دفتر مرکزی شرکت در سن ماتئو، کالیفرنیا قرار داشت.
در مارس 2013، مایک گروسمن به عنوان مدیرعامل جدید منصوب شد. او در بلاگ معرفی خود قول داد که تمرکز کسب‌وکار را بر روی موبایل، اشتراک‌گذاری و همکاری، و بهبود قابلیت‌های همگام‌سازی و آینه‌ای کردن محصول قرار دهد. پست بلاگ او با درخواست‌های فراوان برای یک کلاینت لینوکس مواجه شد، به‌طوری که نتیجه اول جستجوی گوگل برای موضوعات مرتبط با SugarSync در لینوکس، پیام معرفی آقای گروسمن را نشان می‌داد.
SugarSync در مارس 2015 توسط J2 Global خریداری شد.

## تاریخچه ی محصول
اولین محصول شرکت Sharpcast Photos بود، نرم‌افزاری که برای آسان‌تر کردن مشاهده عکس‌ها در دستگاه‌های مختلف و اشتراک‌گذاری آن‌ها از طریق اینترنت طراحی شده بود.
Sharpcast Photos در پایان سال 2009 تعطیل شد. به کاربران این امکان داده شد که به سرویس SugarSync مهاجرت کنند یا عکس‌های خود را بازیابی کنند.
در ژوئن 2013، سامیر مهتا در پست معرفی مدیرعامل جدید SugarSync اعلام کرد که SugarSync در حال ارزیابی یک اپلیکیشن برای لینوکس است. تا ژانویه 2015، هیچ خبری درباره یک کلاینت لینوکس برای SugarSync منتشر نشده است.
در دسامبر 2013، SugarSync اعلام کرد که برنامه رایگان 5 گیگابایتی خود را متوقف می‌کند و تا فوریه 2014 به یک سرویس فقط پولی منتقل خواهد شد.

## API و افزونه های شخص ثالث
در مارس 2010، SugarSync یک API معرفی کرد. در نتیجه، چندین افزونه و برنامه غیررسمی برای SugarSync در دسترس بودند. این افزونه‌ها به صورت خدمات وب و افزونه‌های مرورگر و برنامه‌های دسکتاپ مانند کلاینت دسکتاپ لینوکس SugarSync (که اکنون متوقف شده است) توسط مارک ویلیس ارائه می شدند.